# Frank Wiegand
Frank Wiegand (n. 15 martie 1943, Annaberg-Buchholz, Saxonia, Germania Nazistă) este un înotător ce a reprezentat Germania, medaliat olimpic. A participat la 3 ediții ale Jocurilor Olimpice (1960, 1964, 1968) în care a câștigat 4 medalii de argint.